# Manuel Bañón
Manuel Olmedo Bañón (Lima, 1785-1863), compositor, flautista, guitarrista, cantante y director de orquesta peruano. Autor de la célebre marcha militar El ataque de Uchumayo.

## Biografía
Según el historiador Juan Gordillo Arias, nació en el barrio de Malambo, en Lima.
Fue director musical del Teatro Principal de Lima en varias oportunidades (1828, 1834, 1838, 1845). Allí, el 15 de septiembre de 1828, estrenó un Nuevo Himno Patriótico. 
En 1830 fundó una academia para la enseñanza de música vocal e instrumental, pero se vio obligado a cerrarla por falta de recursos. 
En 1832 comenzó a impartir clases gratuitas a los niños pobres, en el Convento de San Agustín de Lima, donde ofició de maestro de capilla. 
En 1833 obtuvo su título de Maestro de Primera Voz del Coro de la Catedral. 
Por solicitud del general Felipe Santiago Salaverry, jefe del gobierno peruano, compuso en 1835 una marcha militar a la que bautizó como “La Salaverrina”, cuyos acordes gustaron a dicho caudillo. En virtud de ello fue nombrado director de las bandas del Ejército, con el sueldo de capitán. Dicha marcha adoptó luego el nombre de “El ataque de Uchumayo”, en conmemoración a la victoria peruana obtenida en Uchumayo sobre los invasores bolivianos, el 4 de febrero de 1836.
A partir de 1838 dio clases individuales de música. Reabrió su academia en el convento de San Agustín en 1847 y en 1852. 
En 1856 fue nombrado director de estudios de la Academia de Música de la Sociedad Filarmónica Santa Cecilia, cuya sede estaba en el Convento de San Agustín, donde seguía siendo maestro de capilla. 

## Obras
Entre sus numerosas composiciones musicales destacan:
- Nuevo Himno Patriótico (1828)
- Canción Nacional Nueva, a 4 voces (1831)
- La americana (1831), obertura
- Fantasía para guitarra (1831)
- Obertura dedicada a Rossini (1832)
- Fantasía para guitarra y orquesta (1831)
- El ataque de Uchumayo (1835), marcha militar.
- Nueva canción de la chicha (1836)
- Nuevas variaciones para flauta y orquesta (1841)

Así como romanzas, valses, contradanzas y otras piezas.

“La abundante producción musical de Bañón ha naufragado tragada inexorablemente por el abismo del tiempo. Pero de ella sobrevive, con más importancia que las palabras que en su época se pronunciaron o se escribieron, los acordes de “El ataque de Uchumayo”, que siguen entusiasmando a los peruanos y que parecen una joya sin marca de fábrica, una pieza antológica de los gustos permanentes de la gente humilde, el fragmento de un romancero lírico-popular con el aroma de la patria dulce y cruel”.
Jorge Basadre